# Ozimek
Ozimekⓘ (em alemão: Malapane) é um município no sudoeste da Polônia, localizado na voivodia de Opole, no condado de Opole e é a sede da comuna urbano-rural de Ozimek.
O rio Mała Panew (afluente direito do rio Óder) flui pelo município. Está situado na planície de Opole, na fronteira da planície da Silésia e do planalto da Silésia, na região histórica da Alta Silésia, a 10 km do complexo dos lagos Turawskie. É cortado pela estrada nacional n.º 46 e a linha ferroviária n.º 144.
Nos anos de 1975 a 1998, Ozimek pertenceu administrativamente à antiga voivodia de Opole. Estende-se por uma área de 3,3 km², com 7 877 habitantes, segundo o censo de 31 de dezembro de 2024, com uma densidade populacional de 2 424 hab./km².

## Toponímia

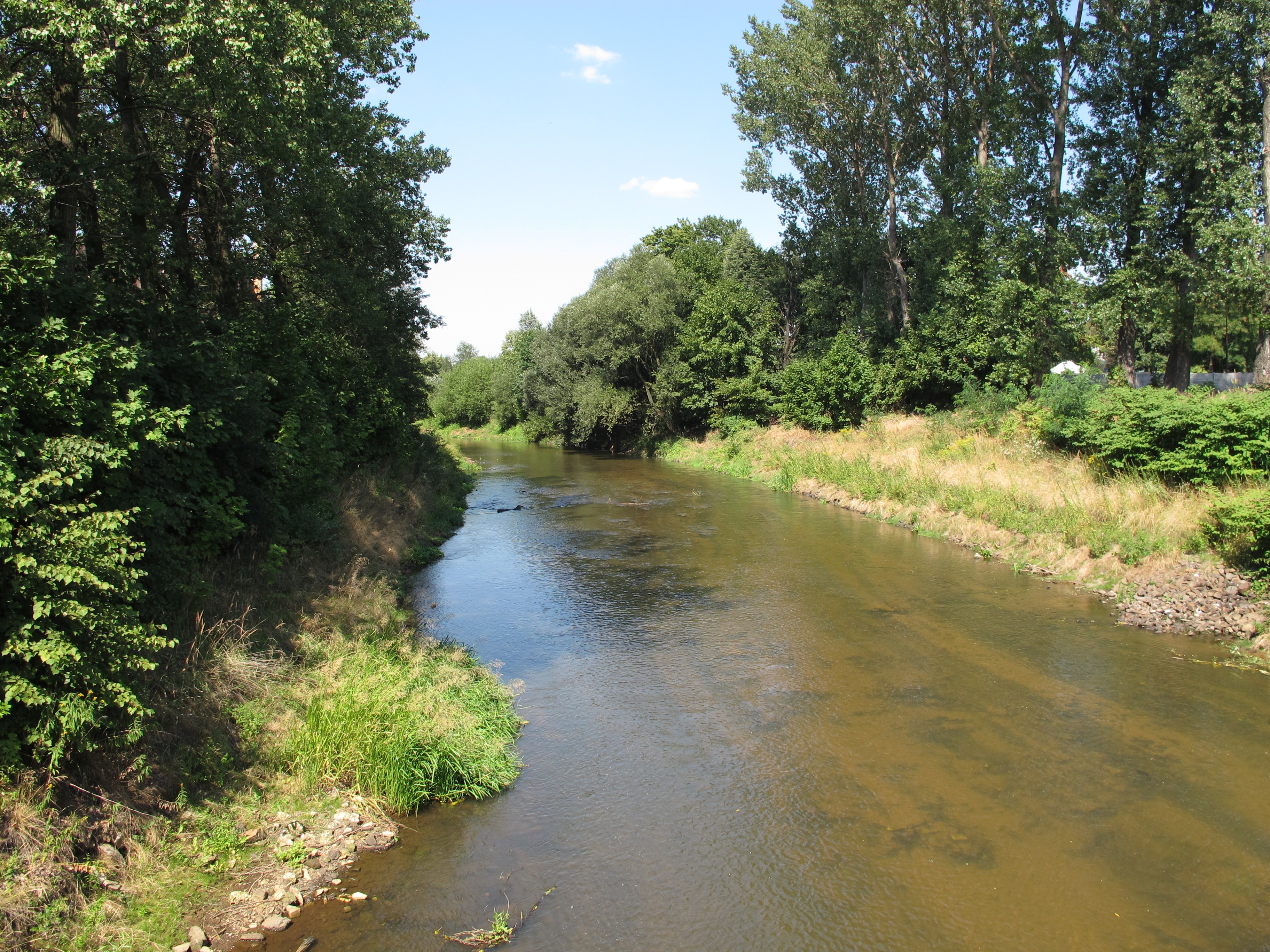
Rio Mała Panew em Ozimek

O assentamento recebeu originalmente o nome do rio que flui por ele, ou seja, Mał(a)pądew, depois Małpanew (daí o nome alemão Malapane) e Mała Panew. A palavra Ozimek era inicialmente o sobrenome do proprietário de um moinho de água. A nota, que já se refere ao novo nome, é de 1784 e se chama Malapane, em polonês, Ozimek.
Por sua vez, o professor alemão Heinrich Adamy derivou o nome polonês do lugar, do nome de um campo semeado para o inverno com as sementes dos cereais de inverno, ou seja, ozimek. Os cereais de inverno são semeados no outono e suas sementes ficam sob a neve esperando a chegada da primavera. Em seu trabalho com nomes locais na Silésia, publicado em 1888 em Breslávia, ele menciona “Oziemek” como o antigo nome eslavo do lugar, dando seu significado em alemão “Winter-Saatfeld”, que em português significa “campo semeado para o inverno”.
Uma descrição estatística da Prússia de 1837 é fornecida por Malapane (Ochimmek em polonês). O nome polonês Ozimek no livro Um breve esboço da geografia da Silésia para a ciência inicial publicado em Głogówek em 1847 foi mencionado pelo escritor silesiano Józef Lompa.

## História
Seleção da localização
Após o fim da Segunda Guerra da Silésia, o rei prussiano Frederico II, o Grande ordenou a reconstrução e reassentamento da área destruída (a Silésia era habitada por 150 mil pessoas na época), porém, ciente de um novo confronto nas terras silesianas, ele começou a renovar as fortalezas capturadas da Silésia e a assegurar os locais de produção de munição. O foco estava em encontrar vários locais para construir siderúrgicas. A atenção foi voltada, entre outros, por um moinho de água na margem do rio Małapane, que mais tarde foi comprado de um fazendeiro chamado Ozimek, porque estava localizado em um local com acesso à madeira, que era necessária no processo de fundição. O ministro da Silésia, Ludwig Wilhelm von Münchow, encarregou o guarda-florestal Johann Georg Rehdanz de erguer um forno metalúrgico, que seria usado para a fundição das balas de canhão. Em 1 de março de 1753, essa ordem foi confirmada pela assinatura em Potsdam, no ano seguinte a usina foi inaugurada, e em 1763 ela produziu 2 mil mg (toneladas) de pelouros, granadas e metralhas.

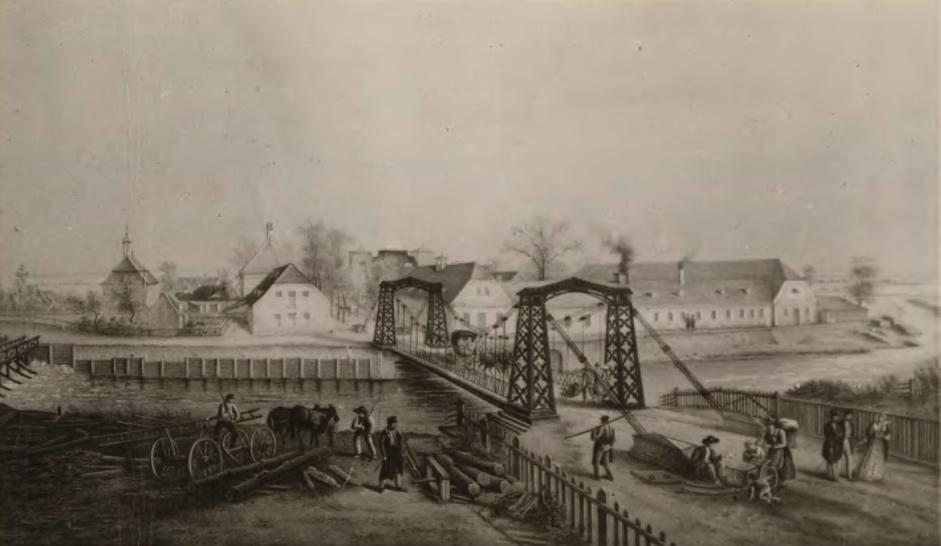
Ozimek — ponte suspensa histórica (século XIX)

Com a construção da siderúrgica, surgiram colônias de trabalhadores. As primeiras casas foram construídas perto da siderúrgica e os funcionários e trabalhadores especializados em aço foram acomodados nelas; os trabalhadores restantes vieram de aldeias próximas. Trabalhadores protestantes treinados foram trazidos para o assentamento com suas famílias da Saxônia, Brandemburgo e da região de Harz. Em 1782, foi concluída a construção da colônia Antonia. Consistia em 20 casas para 40 famílias. Essas casas estavam localizadas ao longo da estrada Ozimek — Jedlice. A segunda colônia, Lasy, foi fundada perto da siderúrgica. Destinava-se principalmente a carvoeiros, cuja função era entregar uma determinada quantidade de carvão vegetal à fundição. Em 1829, a colônia foi incorporada a Ozimek.
Após o fim da Primeira Guerra Mundial, o sentimento pró-comunista cresceu na área. No início de 1919, o chefe da comuna informou às autoridades centrais que “houve um rápido aumento do movimento espartaquista entre a população das aldeias locais. Há um perigo constante para os funcionários e nosso povo de confiança que trabalha na siderúrgica estatal em Ozimek”.
Durante a Segunda Guerra Mundial, havia um campo de trabalhos forçados para trabalhadores da Polônia, da União Soviética e da Tchecoslováquia, bem como campos de trabalho para prisioneiros de guerra soviéticos e britânicos, na cidade da siderúrgica “Małapanew 2”. Os prisioneiros e trabalhadores eram tratados com crueldade. Durante a ofensiva das tropas soviéticas em 1945, as proximidades do lago Turawskie e Ozimek tornaram-se a parte mais importante da linha defensiva externa da fortaleza de Opole. As fortificações foram construídas aqui sob a supervisão pessoal do comandante da fortaleza, o coronel Friedrich Albrecht von Pfeil. Na noite de 22 a 23 de janeiro de 1945, as tropas do Exército Vermelho atacaram (54.ª Brigada Blindada de Guardas e unidades da 120.ª Divisão de Infantaria) Ozimek, defendida pelas unidades alemãs Volkssturm, Wehrmacht e da Letônia. Como resultado de combates ferozes, as unidades soviéticas conseguiram capturar a cidade, mas os nazistas destruíram todos os tanques soviéticos usados durante o ataque. Quarenta e três soldados do Exército Vermelho morreram na luta. Após conquistar a cidade, os soviéticos lidaram com a população local. Foram assassinados, entre outros, o pastor evangélico Günter Brun, e no convento incendiado das servas da Silésia — Józef Goreczka foi queimado vivo.
Após a guerra, para homenagear os soldados poloneses e soviéticos mortos em batalhas contra os alemães em território polonês, um Monumento à Irmandade de Armas foi inaugurado no Parque da Siderúrgica.
Uma das primeiras linhas ferroviárias da Silésia, de Lubliniec a Opole, atravessa a cidade e a comuna. Em 1954, Ozimek recebeu os direitos de um assentamento, e em 1962 — direitos de cidade.

## Monumentos históricos
Estão inscritos no registro provincial de monumentos:
- Igreja evangélica de Augsburg, neoclássica de 1819 — século XIX, construída de acordo com o projeto do arquiteto Karl Friedrich Schinkel
- Casa, rua Wyzwolenia 47, de madeira, final do século XVIII, não existe
- Ponte suspensa de ferro fundido sobre o rio Mała Panew, de 1827.

Outros monumentos
- Complexo de antigas casas residenciais.[2]

## Demografia
Conforme os dados do Escritório Central de Estatística da Polônia (GUS) de 31 de dezembro de 2024, Ozimek é uma cidade pequena com uma população de 7 877 habitantes (14.º lugar na voivodia de Opole e 453.º na Polônia), tem a menor área − 3,3 km² (37.º lugar na voivodia de Opole e 957.º lugar na Polônia) e a maior densidade populacional − 2 424 hab./km² (1.º lugar na voivodia de Opole e 24.º lugar na Polônia). Nos anos 2002-2024, o número de habitantes diminuiu 23,3%.
Os habitantes de Ozimek constituem cerca de 6,52% da população do condado de Opole, constituindo 0,84% da população da voivodia de Opole.
| Descrição                         | Total      | Total   | Mulheres   | Mulheres | Homens     | Homens  |
| --------------------------------- | ---------- | ------- | ---------- | -------- | ---------- | ------- |
| unidade                           | habitantes | %       | habitantes | %        | habitantes | %       |
| população                         | 7 877      | 100     | 4 141      | 52,6     | 3 736      | 47,4    |
| superfície                        | 3,3 km²    | 3,3 km² | 3,3 km²    | 3,3 km²  | 3,3 km²    | 3,3 km² |
| densidade populacional (hab./km²) | 2 424      | 2 424   | 1 275      | 1 275    | 1 149      | 1 149   |

## Indústrias

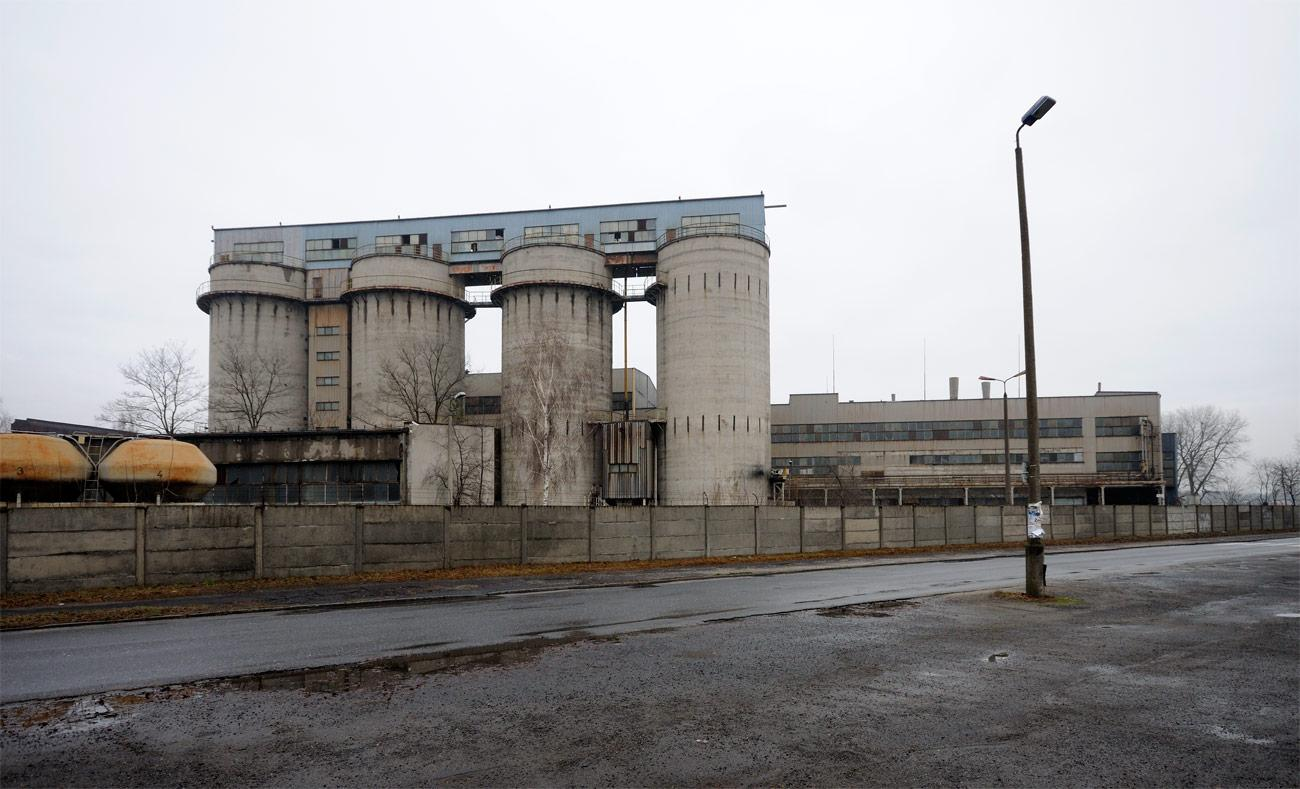
Siderúrgica Huta Małapanew

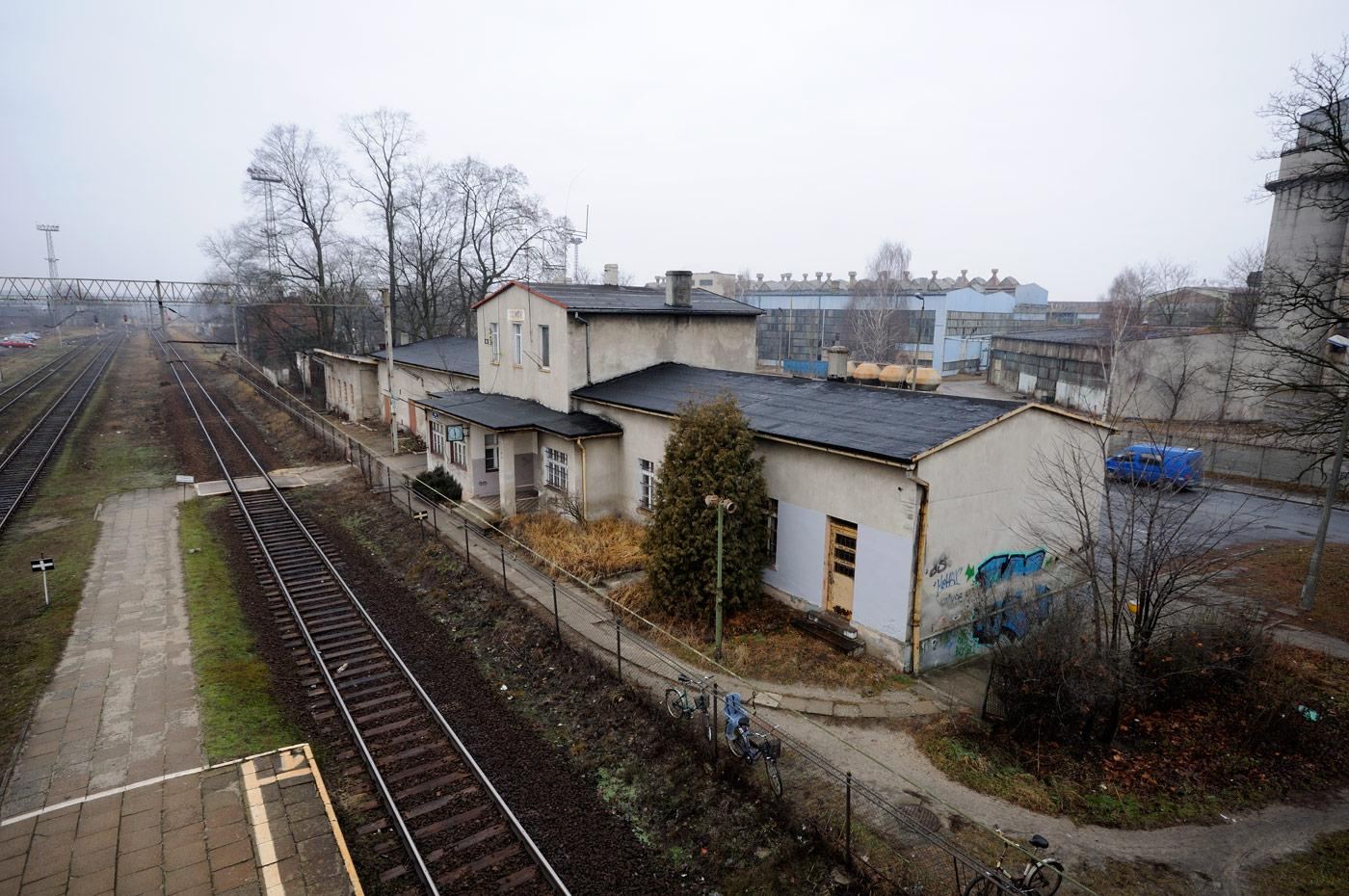
Estação de trem em Ozimek

A maior indústria de Ozimek é a Huta Małapanew Sp. z o.o., rua Kolejowa 1, com atuação no setor de ferro fundido, ligas de ferro fundido e ferro gusa. Entre as outras empresas estão: Enma Sp. z o.o. (geração e transmissão de energia térmica, aquecimento, ventilação e serviços de ar condicionado), PPUH Prempol Sp. z o.o. (usinagem, estruturas de aço de pequeno e médio porte, reparos de equipamentos) e Canskór Sp. z o.o. (produção e exportação de roupas de couro).

## Educação, cultura e esporte

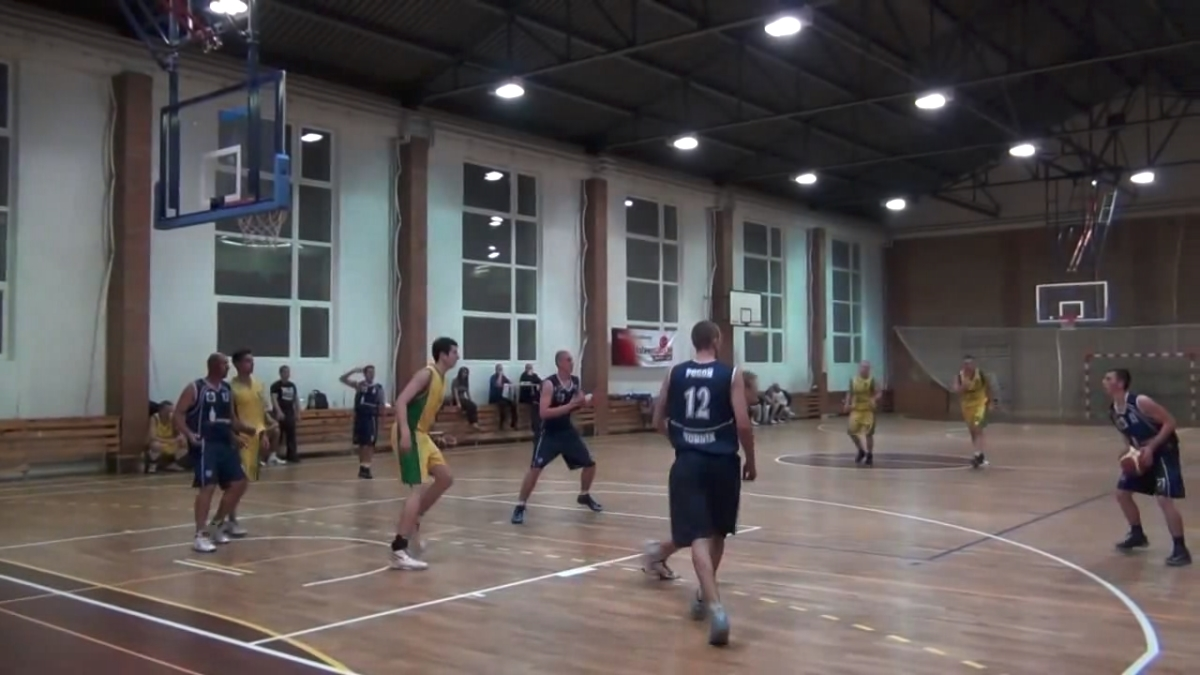
Partida entre PGKiM Ozimek e Pogoń Prudnik em 2012

### Educação
Em Ozimek existem: três jardins de infância públicos (n.º 1, n.º 2 e n.º 3), três escolas primárias públicas (n.º 1 Maria Skłodowska-Curie, n.º 2 Maria Konopnicka e n.º 3 Paraolimpíadas e Olimpíadas Polonesas) e o Complexo Escolar em Ozimek administrado pelo starosta do condado em Opole (escola primária industrial, escola secundária técnica e escolas secundárias: educação geral e geral para adultos).

### Cultura
Em Ozimek, existem: o Centro Cultural (antigo Centro Cultural da Empresa de Huta Małapanew) e a Biblioteca Pública Municipal e Comunal com filiais em Dylaki, Grodziec, Krasiejów, Krzyżowa Dolina e Szczedrzyk.

### Esportes
Em Ozimek existem, entre outros: um estádio desportivo (na rua Janusza Korczaka 12a; um campo municipal com as dimensões: 100 por 78 m, quadras de tênis; capacidade: 5 mil lugares), OSiR Huty Małapanew SA (na rua Juliusza Słowackiego 1a; pavilhão desportivo, pista de boliche com 2 pistas, ginásio, sala de tênis de mesa, sauna, base de alojamento) e o complexo de campos desportivos Orlik 2012 (na rua Adama Mickiewicza).
Clubes que operam na cidade:
- Futebol — KS Małapanew Ozimek (fundado em 1946)
- Handebol — M-GTS Siódemka Ozimek (fundado em 1951) e UKS Jaszczury Ozimek (fundado em 2002)
- Basquete — PGKiM Ozimek/Grodziec (fundado em 2003)
- Ciclismo — KTK Amator Ozimek (fundado em 1977)

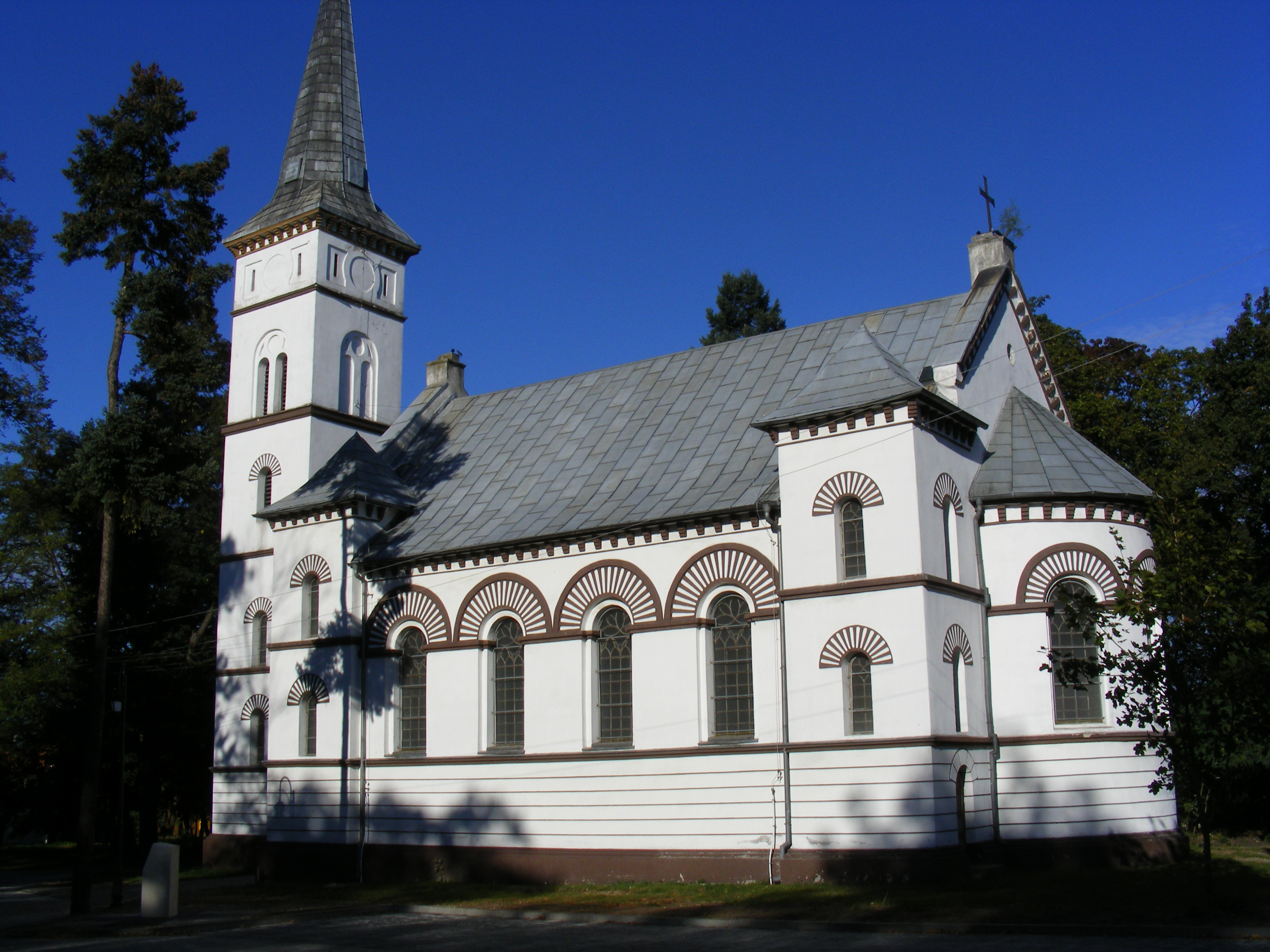
Igreja neoclássica evangélica de Augsburg

- Tiro — LOK Odlewnik Opole
- Skat — Torpeda Ozimek

## Comunidades religiosas
Em 1864, a paróquia de Ozimek tinha 886 membros.
- Igreja Católica na Polônia:
  - Paróquia de São João Batista
- Igreja Evangélica de Augsburg:
  - Igreja Evangélica de Augsburg em Ozimek
- Testemunhas de Jeová:
  - Igreja de Ozimek (incluindo o grupo de língua ucraniana) — Salão do Reino rua Wyzwolenia 58b